# Бегов, Асельдер Магомедрасулович
Асельдер Магомедрасулович Бегов (3 сентября 1969, Буйнакск, Дагестанская АССР, РСФСР, СССР) — советский и российский спортсмен, специализируется по ушу.

## Спортивная карьера
Является чемпионом мира 1997 года. После окончания спортивной карьеры работал заместителем директора по учебно-воспитательной работе МБУ ДО ДЮСШ города Буйнакска.

## Политическая деятельность
В 2007 году был выбран депутатом собрания депутатов городского округа «город Буйнакск» четвертого созыва.

## Спортивные достижения
- Кубок Европы по ушу 1993 — ;
- Чемпионат мира по ушу 1997 — ;
- Чемпионат России по ушу 1997 — ;

## Личная жизнь
В 1991 году окончил среднюю школу в Буйнакске. В 2002 году окончил Институт управления и бизнеса в Махачкале, специальности «Финансы и кредит».